# Smeringopus atomarius
Smeringopus atomarius là một loài nhện trong họ Pholcidae. Loài này được phát hiện ở Namibia.